# ایمنی پانفیلووا
ایمنی پانفیلووا (به قزاقی: Imeni Panfilova) یک منطقهٔ مسکونی در قزاقستان است که در استان آلماتی واقع شده‌است.